# Убінське (озеро)
Убінське (рос. Убинское) — безстічне прісноводне озеро в Росії, розташоване в Барабінській низовині на території Новосибірської області.
//Озеро Убінське — друге за величиною озеро Новосибірської області, //розташовується на території двох районів — Убінський і Каргатський.

## Топоніміка
Свою назву отримало від слова Убу (тат.) — трясовина, драглисте місце.

## Фізіографія
В період високого рівня (навесні) відбувається скидання вод по річці Убинка в річку Омь.
Нині озеро перебуває у фазі маловоддя, середня глибина — 0,6 метра, максимальна — 1 метр. Є кілька островів (найбільший — Медяковський острів).
По дну озера проходить підводний увал, що є продовженням Каргатської гриви, що тягнеться по правому березі річки Каргат.
Котловина озера має пологі заболочені схили. Дно озера глиниста, покрите потужним шаром сірого дрібнозернистого мулу.
Підживлюється озеро в основному з боліт. Товщина льоду взимку — 0,7 метра.

## Тваринний та рослинний світ
В середині XX століття озеро славилось великою кількістю риби. В озері жили 10 видів риб — карась, окунь, сазан, пелядь, лящ, плотва, язь, щука, йорж, гольян. У 1990-ті роки рибні запаси озера стали скорочуватися і в даний час іхтіофауна озера представлена виключно дрібним карасем. В якості можливих причин зубожіння видового складу озера екологи називають зниження рівня озера через непродумані меліоративних робіт і теплові аномалії, які призвели до кисневого голодування. Найбільш імовірною вважається перша версія, дослідження іхтіофауни ще в 1943-1983 роках показали, що рівень режим озера — основний фактор, що впливає на видове різноманіття риб. Спроби зариблення озера ні до чого не привели. В даний час рівень води поступово збільшується, що дає надію на відновлення рибних запасів озера.
На північно-східному узбережжі  озера Убінське виявлена досить велика колонія орлана-білохвоста.
Прибережна частина заросла очеретом і осокою.
Чисельність водоростей в 1989 році становила 31,7 млн кл./л.